# Quang Trung, thành phố Hà Giang
Quang Trung là một phường thuộc thành phố Hà Giang, tỉnh Hà Giang, Việt Nam.

## Địa lý
Phường Quang Trung có vị trí địa lý:
- Phía bắc giáp huyện Vị Xuyên
- Phía đông giáp xã Ngọc Đường
- Phía nam giáp các phường Ngọc Hà, Trần Phú, Nguyễn Trãi
- Phía tây giáp huyện Vị Xuyên và xã Phương Độ.

Phường Quang Trung có diện tích 11,40 km², dân số năm 2019 là 6.345 người, mật độ dân số đạt 557 người/km².

## Lịch sử
Ngày 9 tháng 8 năm 2005, Chính phủ ban hành Nghị định 104/2005/NĐ-CP về việc điều chỉnh 23 ha diện tích tự nhiên và 90 nhân khẩu của xã Ngọc Đường về phường Quang Trung quản lý.
Sau khi điều chỉnh địa giới hành chính, phường Quang Trung có 1.132 ha diện tích tự nhiên và 3.623 nhân khẩu.
Ngày 23 tháng 6 năm 2006, Chính phủ ban hành Nghị định 64/2006/NĐ-CP về việc điều chỉnh 103,4 ha diện tích tự nhiên và 77 nhân khẩu của phường Quang Trung thuộc thị xã Hà Giang về xã Phong Quang thuộc huyện Vị Xuyên quản lý.
Sau khi điều chỉnh địa giới hành chính, phường Quang Trung có 1.005,6 ha diện tích tự nhiên và 3.605 nhân khẩu.
Ngày 27 tháng 9 năm 2010, Chính phủ ban hành Nghị quyết 35/NQ-CP về việc thành lập thành phố Hà Giang thuộc tỉnh Hà Giang. Phường Quang Trung trực thuộc thành phố Hà Giang.